# Ralph Block
Ralph Block (Cherokee, 21 giugno 1889 – Wheaton, 2 gennaio 1974) è stato un produttore cinematografico e sceneggiatore statunitense.

## Biografia
Nato e cresciuto a Cherokee, Ralph Block studiò all'Università del Michigan. Durante la seconda metà degli anni 1920 produsse una ventina di film. Negli anni trenta lasciò la produzione per dedicarsi all'attività di sceneggiatore e tra il 1934 e il 1935 fu presidente della Screen Writers Guild. Successivamente fu vicepresidente del Motion Picture & Television Fund, ruolo per cui vinse un Oscar onorario nel 1940.

## Filmografia parziale

### Produttore
- Foot Ball (The Quarterback), regia di Fred C. Newmeyer (1926)
- La forza della volontà (Stand and Deliver), regia di Ramón Menéndez (1928)
- Grattacieli (Skyscraper), regia di Howard Higgin (1928)
- The Cop, regia di Donald Crisp (1928)
- Show Folks, regia di Paul L. Stein (1928)
- Scotland Yard, regia di William K. Howard (1930)

### Sceneggiatore
- Il lupo dei mari (The Sea Wolf), regia di Alfred Santell (1930)
- Un popolo in ginocchio (Massacre), regia di Alan Crosland (1934)
- L'ultima carta (Gambling Lady), regia di Archie L. Mayo (1934)
- Follia messicana (In Caliente), regia di Lloyd Bacon (1935)
- Questa è la vita (It's a Date), regia di William A. Seiter (1940)
- Nancy va a Rio (Nancy Goes to Rio), regia di Robert Z. Leonard (1950)